# Anna Jókai
Pour les articles homonymes, voir Jókai.
Dans le nom hongrois Jókai Anna, le nom de famille précède le prénom, mais cet article utilise l’ordre habituel en français Anna Jókai, où le prénom précède le nom.
Anna Jókai, née le 24 novembre 1932 à Budapest et morte le 5 juin 2017, est une écrivaine hongroise.

## Ouvrages
- Kötél nélkül, 1969
- A labda, 1971/1994
- Napok, 1972/2001
- Mindhalálig, 1974
- A feladat, 1977/1996
- Szegény Sudár Anna, 1989/1999
- Ne féljetek, 1998
- Bölcsek és Pásztorok, 2006

## Prix littéraires
- Prix Kossuth
- Prix Stephanus